# Der Pakt (2023)
Der Pakt (Alternativtitel: Guy Ritchie’s Der Pakt, Originaltitel: Guy Ritchie’s The Covenant, abgekürzt auch The Covenant) ist ein Action-Thriller von Guy Ritchie aus dem Jahr 2023. Der Kinostart in den USA war am 21. April 2023. Im deutschsprachigen Raum wurde er im Juli 2023 bei Prime Video veröffentlicht.

## Handlung
Im März 2018, mitten im Afghanistan-Krieg, werden John Kinley, Sergeant der US-Armee, und seine kleine Einheit während einer routinemäßigen Fahrzeuginspektion in Lashkar Gah von einem von den Taliban inszenierten LKW-Bombenanschlag getroffen, bei dem sein einheimischer Dolmetscher ums Leben kommt. Da Kinley einen Ersatz braucht, wird ihm Ahmed Abdullah vorgestellt, ein standhafter und kompetenter, aber eigenwilliger und unbeliebter Dolmetscher, der behauptet, dass er den Job nur des Geldes wegen ausübe. Während einer verdeckten Erkundungsmission erfährt Kinley, dass Ahmed zuvor ein mit den Taliban verbundener Heroinschmuggler war, aber überlief, als die Organisation seinen Sohn ermordete. Etwas später rettet Ahmed Kinleys Team vor einem Taliban-Hinterhalt, in den es durch einen kompromittierten Soldaten der afghanischen Nationalarmee gelockt werden soll, und verschafft sich damit Kinleys Respekt.
Bei einer weiteren Razzia zur Suche nach einem möglichen Waffenlager der Aufständischen gut 100 Kilometer (62 Meilen) nördlich des Luftwaffenstützpunkts Bagram wird Kinleys Einheit plötzlich von Taliban-Verstärkungen angegriffen, die alle außer ihn und Ahmed töten. Dem Duo gelingt die Flucht zu Fuß, wobei mehrere Taliban-Kämpfer getötet werden. Während sie versuchen, durch das gebirgige afghanische Gelände zum Luftwaffenstützpunkt zurückzukehren, geraten sie erneut in einen Hinterhalt von Aufständischen, denen es gelingt, Kinley zu verwunden, bevor sie ihn mit einem Gewehrkolben schlagen und damit außer Gefecht setzen. Ahmed erscheint plötzlich, schafft es, die überraschten Taliban zu töten, und beschließt, Kinley zum US-Luftwaffenstützpunkt zurückzubringen. Mit Hilfe einiger Afghanen entkommt Ahmed der Jagd durch die Taliban und trägt Kinley mühsam über das unwegsame afghanische Gelände. Einige Tage später befinden sich Ahmed und Kinley in der Nähe von Bagram, werden jedoch von Taliban-Kämpfern angegriffen; Ahmed tötet die Kämpfer mit letzter Kraft, wird aber kurz darauf von US-Truppen festgenommen.
Vier Wochen später weiß Kinley, der in seine Heimat in Santa Clarita, Kalifornien, zurückgeführt wurde, überhaupt nicht mehr, wie er gerettet wurde, versteht aber Ahmeds zentrale Rolle dabei. Als Kinley erfährt, dass Ahmed und seine Familie gezwungen waren, in den Untergrund zu gehen, weil die Flucht des Duos zu einer lokalen Sensation geworden ist und die Taliban daher ein hohes Kopfgeld auf ihn ausgesetzt haben, versucht Kinley, Ahmeds Familie US-Visa zu besorgen, doch scheitert er zunächst an der US-Militär-Bürokratie. Kinley ist emotional gequält und schlaflos, weil er seine Schuld gegenüber Ahmed nicht begleichen kann. Er beschließt schließlich, ihn selbst zu retten, und bittet seinen Vorgesetzten, Oberstleutnant Vokes, dem er Jahre zuvor das Leben gerettet hat, um Hilfe bei der Beschaffung der Visa. Ahmed flieht derweil von Versteck zu Versteck.
Kinley kehrt unter dem Pseudonym Ron Kay nach Afghanistan zurück und trifft sich dort mit Parker, einem privaten Militärunternehmer, der verspricht, Unterstützung zu leisten, unter der Bedingung, dass Kinley zuerst Ahmed ausfindig macht. Kinley trifft Ahmeds Bruder, den Heroinhändler Ali, dem es gelingt, Kinley durch das von den Taliban kontrollierte Gebiet zu schmuggeln; dabei tötet Kinley zwei Aufständische, nachdem er beinahe an einem Straßenkontrollpunkt erwischt worden wäre, was die Taliban alarmiert. Vokes informiert Kinley per Satellitentelefon, dass die Visa bewilligt wurden und bei Parker sind. Endlich in Ahmeds Versteck angekommen, überredet Kinley Ahmed und seine Familie, ihn in die USA zu begleiten. Unterdessen erschließt sich Parker Kinleys wahre Identität; er erkennt die Gefahr, in der sich die beiden wegen ihres Wertes für die Taliban befinden, und arrangiert die Bereitstellung einer AC-130 Gunship und eines Apache-Kampfhubschraubers zur Luftunterstützung. Gleichzeitig greifen die Taliban Kinley an; dem gelingt es aber, mit Ahmeds Familie zum nahegelegenen Darunta-Staudamm zu fliehen.
Das Duo wird von herannahenden Taliban-Einheiten in die Enge getrieben und in eine heftige Schießerei verwickelt. Sie endet zunächst damit, dass Kinley und Ahmed die Munition ausgeht. Doch die AC-130 und der Apache-Hubschrauber treffen im letzten Moment ein und ihre Besatzungen vernichten die Angreifer. Parker kommt mit zusätzlicher Verstärkung; er erklärt, dass er Kinleys Mission voll und ganz unterstützt hätte, wenn er seine wahre Identität nicht verschwiegen hätte. Die Gruppe wird zurück nach Bagram eskortiert und begibt sich in einen Airbus A400M, der Afghanistan verlässt. Während sie wegfliegen, nicken Kinley und Ahmed einander zu und zeigen damit an, dass ihr Bund, der nie besiegelt oder ausgesprochen wurde, eingehalten wurde. Kinley kann sich endlich entspannen und findet seinen Frieden wieder.
Der Schlusstitel des Films besagt, dass nach der Rückeroberung Afghanistans durch die Taliban über 300 afghanische Dolmetscher, die sich dem US-Militär angeschlossen hatten, von der Organisation ermordet wurden und Tausende weitere sich noch immer verstecken.

## Produktion
Im Januar 2022 erwarb Metro-Goldwyn-Mayer das Filmvertriebsrecht zur Ausstrahlung in US-amerikanischen Kinos und Amazon Prime die Ausstrahlungsrechte für Europa, Australien, Kanada, Lateinamerika und Südafrika sowie die Streaming-Rechte nach dem Kinostart in den Vereinigten Staaten. Für diese Filmproduktion verfügte Guy Ritchie über ein Budget von 55 Millionen US-Dollar.
Die Dreharbeiten begannen im Februar 2022 in der spanischen Stadt Alicante. In den US-Kinos wurde der Film am 21. April 2023 veröffentlicht.

## Rezeption

### Kritiken
Der Film stieß auf gute bis sehr gute Kritiken. Rotten Tomatoes verzeichnete bei 119 Kritiken 6,8 von 10 Punkte und einer Quote von 83 %. Bei Metacritic erhielt der Film einen Score von 63 von 100 möglichen Punkten basierend auf 28 Kritiker-Rezensionen.

### Einspielergebnisse
An seinem Veröffentlichungswochenende spielte Der Pakt 6,4 Millionen US-Dollar ein. Die Gesamteinnahmen des Films liegen bei 21,6 Millionen, davon 17 alleine in den Vereinigten Staaten.

### Auszeichnungen
Saturn-Award-Verleihung 2024
- Auszeichnung für das Beste Make-up (Donald Mowat)